# Sigríður Hagalín
Sigríður Hagalín (* 7. Dezember 1926; † 26. Dezember 1992) war eine isländische Schauspielerin.
Sie war zunächst eine in Island beliebte Schauspielerin. In Deutschland wurde sie erst 1991 in der weiblichen Hauptrolle im Film Children of Nature – Eine Reise bekannt. Für den Part des Stella erhielt Hagalín 1991 eine Nominierung für den Felix, den Europäischen Filmpreis, als Beste Darstellerin: